# Rapana dravá
Rapana dravá (Rapana venosa), známá též pod starším českým označením jako rapana škodlivá je dravý mořský plž.

## Areál rozšíření
Původní areál rozšíření zahrnoval pobřeží v Japonsku a u východočínského pobřeží. V polovině 20. století byl tento druh zavlečen do Černého, Jaderského, Egejského a Rudého moře, také k pobřeží Bretaně. V současnosti se objevuje i u východoamerického pobřeží.

## Popis
Ulita šedohnědé barvy dosahuje velikosti až 18 cm.

## Použití
Její zahnívající těla, která při rozkladu vytvářejí purpurové barvivo bývala v minulosti používána k barvení oděvů.